# 戴云角蟾
戴云角蟾（学名：Boulenophrys daiyunensis），一种分布于中华人民共和国福建省德化县戴云山自然保护区和厦门市等地区的两栖动物，隶属于角蟾科布角蟾属。其种加词“daiyunensis”意为“戴云山的”。

## 形态特征
戴云角蟾体型较小，雄蟾体长27.6～28.7毫米，雌蟾体长33.7～35.6毫米。身体背面呈黄棕色或红棕色，背部中央具镶浅色边缘的深色“X”或“)(”形斑纹，眶间具镶浅色边缘的深色不完整三角形斑纹；喉部和胸部前部浅紫褐色；腹部为深褐色，喉部有三条深色条纹，胸部有红色斑点。

## 保护
本种于2023年被收录入《有重要生态、科学、社会价值的陆生野生动物名录》。